# Polyipnus limatulus
Polyipnus limatulus és una espècie de peix pertanyent a la família dels esternoptíquids.

## Hàbitat
És un peix marí i tropical que viu entre 0-315 m de fondària.

## Distribució geogràfica
Es troba a l'Índic occidental: 11° 12′ 12″ N, 47° 57′ 30″ E.

## Observacions
És inofensiu per als humans.